# Thể dục thể thao (ngành học)
Thể dục thể thao (cũng được gọi là Giáo dục thể chất) là nhóm ngành học (thường là trong các trường đại học) mà trong đó người học rèn luyện với cường độ cao về mặt thể chất và các kỹ năng liên quan đến hoạt động thể chất. Trong đó bao gồm rất nhiều phương hướng tập luyện cụ thể khác nhau nhưng đều với điểm chung nhất là mức độ thành thục về kỹ năng - sức khỏe và sự thẩm mỹ.
Lĩnh vực thể dục thể thao ngoài các vận động viên chuyên nghiệp còn cung cấp một loạt những lựa chọn nghề nghiệp, cho phép những ai yêu thể thao có thể tìm kiếm công việc ưa thích. Trong khi công việc huấn luyện và đào tạo về chuyên môn yêu cầu các ứng cử viên tham gia tích cực trong việc đào tạo thể chất và kiến thức chuyên môn, các công việc như một nhà báo thể thao hoặc đại lý bán đồ thể thao lại cần thêm kỹ năng giao tiếp.

## Ngành Thể dục Thể thao tại các trường đại học ở Việt Nam
Việt Nam là một trong những quốc gia có phong trào tập luyện và thi đấu thể dục thể thao phát triển trên thế giới, bất kể là chuyên nghiệp, bán chuyên nghiệp hay nghiệp dư, bất kể môn thể thao nào: bóng đá, bóng rổ, bóng chuyền, cầu lông, tennis, bóng bàn... hay bất cứ hoạt động thể dục nào: chạy bộ, đạp xe.... Cũng vì lý do trên và một số lý do khác nên ngành Thể dục Thể thao cũng được đưa vào hệ thống giảng dạy của các trường học tại Việt Nam (thường là ở các trường đại học, còn những cấp học thấp hơn thì ngành này thường được dạy với tên gọi là môn Giáo dục thể chất (Thể dục).

### Quá trình học của Ngành Thể dục Thể thao
Quá trình học của ngành Thể dục Thể thao được định hướng ngay từ thời gian đầu bước vào phòng thi. Ngoài việc thi 2 môn học văn hóa là Toán, Sinh theo đề thi của kỳ thi trung học phổ thông quốc gia của Bộ Giáo dục và Đào tạo Việt Nam thì còn phải dự thi môn Năng khiếu.
Trước khi bước vào môn thi năng khiếu các thí sinh phải qua kiểm tra thể hình. Nếu có chiều cao thấp, thiếu cân nặng hoặc có dị tật, dị hình... thí sinh sẽ bị trừ điểm môn Năng khiếu thể thao khi chưa nhân hệ số 2.
Quy định về thể hình khi dự thi vào trường như sau: Có thể hình cân đối, sức khoẻ và thể lực tốt, không bị dị tật, dị hình; đảm bảo học tập và công tác TDTT lâu dài. Chiều cao tối thiểu đối với nam là 165 cm, cân nặng: 45 kg; đối với nữ là 155 cm, cân nặng: 40 kg.
Môn thi năng khiếu gồm 2 phần: Phần thi năng khiếu chung và phần thi năng khiếu chuyên môn. Mỗi phần thi có điểm tối đa là 5. Điểm thi môn năng khiếu là tổng điểm của hai phần thi.

### Nhu cầu hiện tại và thực tiễn của ngành Thể dục Thể thao trong xã hội hiện nay
Trong những năm qua, phong trào tập luyện và thi đấu thể dục thể thao của quần chúng nhân dân, trong lực lượng vũ trang,... ở Việt Nam đã có bước phát triển mới cả về bề rộng và chiều sâu. Cơ chế, thể chế quản lý nhà nước về thể dục thể thao được củng cố và hoàn thiện; hình thành hệ thống các tổ chức xã hội về TDTT. Xã hội hóa hoạt động thể thao thành tích cao phát triển phù hợp với xu thế phát triển thể thao thành tích cao hiện đại trên thế giới. Hoạt động hợp tác quốc tế về thể thao đã góp phần nâng cao trình độ vận động viên, năng lực tổ chức, điều hành của đội ngũ cán bộ quản lý, trọng tài, nhân viên y tế...; thông qua đó hình ảnh đất nước, con người Việt Nam được quảng bá rộng rãi trên toàn thế giới. 
Dễ thấy nhất hiện nay là số lượng các phòng tập Gym, các sân bóng đá, bóng rổ, bóng chuyền, các bể bơi, các trung tâm thể thao, nhà thi đấu, sân vận động... tăng lên nhanh chóng, mức độ chuyên nghiệp của các sự kiện thể thao cũng dần đang hoàn thiện, đây cũng là một trong những dấu hiệu cho thấy nền Thể dục Thể thao nước nhà đang ngày càng phát triển hơn.

### Những ngành nghề làm việc sau khi hoàn thành Ngành học Thể dục Thể thao
Chuyên gia đào tạo
Sẽ có một loạt các cơ hội việc làm  được mở ra cho những người quan tâm đến sức khỏe và đào tạo thể hình, thể dục thẩm mỹ. Không chỉ là câu lạc bộ y tế địa phương hay phòng tập thể dục mà ngay cả các đội thể thao cũng cần có một chuyên gia đào tạo trong phòng tập nói chung.
Những người chơi các môn thể thao cá nhân như vận động viên điền kinh, võ sĩ và vận động viên bơi lội cần giúp đỡ để có được sức mạnh, tốc độ với hình dáng cân đối. Là một huấn luyện viên thể dục, bạn có thể tìm được việc làm tại các câu lạc bộ tư nhân, bệnh viện, khu du lịch, trung tâm yoga, tàu du lịch, phòng tập thể dục thể hình và các công ty.... Có thể nói, đây là một ngành đầy triển vọng cho những ai muốn gắn bó với lĩnh vực thể thao này.
Huấn luyện viên thể thao
Những người chơi thể thao, các đội thể thao thường đều cần một huấn luyện viên để chỉ dẫn, giúp họ phát huy tối đa khả năng của bản thân. Cho dù đó là đào tạo ở môn điền kinh, quần vợt, bóng đá, bơi lội, bóng chày, hay bóng rổ..., huấn luyện viên thể thao cũng được xem là một lựa chọn nghề nghiệp đáng xem xét nếu bạn có nhiều kinh nghiệm với một môn thể thao cụ thể.
Bạn có thể tìm thấy cơ hội để huấn luyện một đội thể thao tại một trường học hoặc trong các giải đấu thể thao, ở một trung tâm, câu lạc bộ thể thao,....
Phóng viên thể thao
Bất kỳ một cuộc thi đấu thể thao nào, càng nổi tiếng người ta càng muốn có những người theo dõi trận đấu (các phóng viên thể thao) có thể mô tả kèm theo những lời bình luận sắc sảo. Công việc của một phóng viên thể thao là đưa tin, tổng hợp, phân tích cho khán giả hiểu thêm tính gay go, quyết liệt và những điểm đáng lưu ý của trận đấu.
Nếu bạn có khả năng viết lách tinh tế, diễn tả cảm xúc, cảm giác mạnh có thể lôi cuốn được khán giả thì bạn nên nghĩ đến việc viết lách ở chuyên mục thể thao của các tờ báo, tạp chí hay các trang thể thao trực tuyến. Nếu bạn thích giao tiếp bằng lời nói và có khả năng phân tích sắc bén các sự kiện đang diễn ra, hãy xem xét công việc trong lĩnh vực bình luận thể thao trên truyền hình (trở thành một bình luận viên thể thao).
Người điều phối các sự kiện, giải đấu thể thao
Với sự gia tăng phức tạp trong thể thao, bất kể là chuyên nghiệp, nghiệp dư hay bán chuyên nghiệp, các chuyên gia thể thao thường thành lập một đại lý để quản lý và điều phối các sự kiện thể thao cũng như các hoạt động của họ.
Là người điều phối, bạn đại diện thương lượng hợp đồng với các khách hàng, chịu trách nhiệm lên kế hoạch biểu diễn, lập kế hoạch du lịch, và thu xếp tài trợ và tham gia các cuộc thảo luận để quyết định về bản quyền truyền hình với các nhà tài trợ,....